# お母さん教室
『お母さん教室』（おかあさんきょうしつ）はラジオ福島で毎日（年末年始の一部を除く）午前中に生放送されている教養番組。立正佼成会福島支教区とその傘下の9協会提供。

## 概要
立正佼成会開祖の庭野日敬が、ラジオ福島の当時の社長・飛島定城と親交があり、庭野は「（立正佼成会の）教えを基に、明るい社会を築きたい」とする願いがあり、それを基に、福島支教区も「子育てに励むお母さんが心豊かになるような情報を届けたい」として、1965年から毎日午前9:40‐9:55の15分間の生放送を開始した。番組の企画に際しては1997年以後、福島協会が中心となって行い、子供の思いに寄り添うためのアドバイスや各界著名人のインタビュー、東日本大震災による地震・津波や福島第一原子力発電所被ばく事故からの復旧・復興のための取り組みなどを放送している。
2014年、生放送開始50年を迎えるに当たり、rfc放送文化功労賞を受賞した。

## 2024年3月現在の放送日時
年末年始など一部放送休止・時間変更日あり。
- 月-土曜日:9:40-9:55
- 日曜日:10:00‐10:15

※日曜日は2021年3月までは平日同様9:40‐9:55に生放送されていたが、地方創生プログラム ONE-Jの開始に伴い、同年4月から10:00‐10:15に繰り下げられた。

## パーソナリティー・曜日別テーマ
- 月曜日:大和田新（ラジオ福島契約アナウンサー）　「朗読・今日の言葉」
  - 庭野日敬の著作からの抜粋を朗読。
- 火曜日:週替わり　「話の広場」[2]
- 水曜日:小川栄一（ラジオ福島アナウンサー）　「朗読・ラジオ文庫」
  - 主に佼成出版社発行の児童書を朗読。
- 木曜日:海藤尚美（ラジオ福島契約アナウンサー）　「お母さんの気軽なおしゃべり・よい香りをあなたに」
- 金曜日:専門医の皆さん週替わり　「ラジオドクター・健康相談」
- 土曜日:福島民報論説委員・記者週替わり　「ニュース解説・今週の出来事から」[3]
- 日曜日:増岡聖子（フリーパーソナリティー）[4] 　「すこやかクラブ」[5]
  - 2024年3月までは井上あずみ「うちの子・よその子」として放送された。
  - 上記枠の前身として、「井上あずみの子育て応援団 ままどおる倶楽部」が2009年度-2010年度（2011年3月）まで生放送されていた。
  - 井上は2023年8月に脳内出血の治療のため活動休止中となっており、枠終了までは井上の実の娘であるゆーゆがピンチヒッターを担当していた。